# میکائیل آدولفسون
میکائیل آدولفسون (انگلیسی: Mikael Adolphson؛ زادهٔ ۱۰ مارس ۱۹۶۱) مورخ، و استاد دانشگاه اهل ایالات متحده آمریکا است.